# Hevesi István
Hevesi István (Eger, 1931. április 2. – Budapest, 2018. február 9.) olimpiai bajnok magyar vízilabdázó, úszó és edző. A vízilabda történetének egyik leghíresebb összecsapásának az úgynevezett melbourne-i vérfürdőnek a résztvevője.

## Sportpályafutása
1945-től az Egri Barátság SE, 1948-tól az Egri Szakszervezetek, majd 1952-től a Budapesti Honvéd sportolója volt. Úszásban és vízilabdázásban is versenyzett, de nemzetközi szintű eredményeket vízilabdázásban ért el. 1953-tól 1960-ig összesen hetvenhárom alkalommal szerepelt a magyar válogatottban. Tagja volt az 1956. évi Melborne-i olimpián aranyérmes, az 1960. évi római olimpián bronzérmes, illetve az 1954-ben Torinóban és 1958-ban Budapesten Európa-bajnoki címet nyert magyar csapatnak. Az aktív sportolást 1960-ban fejezte be.
1967-ben a Testnevelési Főiskolán vízilabdaedzői oklevelet szerzett.

## Sporteredményei
- vízilabdázásban:
  - olimpiai bajnok (1956)
  - olimpiai 3. helyezett (1960)
  - kétszeres Európa-bajnok (1954, 1958)
- úszásban:
  - háromszoros magyar bajnok (4 × 200 m gyorsváltó: 1947, 1948, 1952)

## Díjai, elismerései
- A Magyar Népköztársaság Érdemes Sportolója (1954)[2]
- A Magyar Köztársasági Érdemrend középkeresztje (1996)
- Magyar Örökség díj (2004)